# Буассье, Пьер Эдмон
Пьер Эдмо́н Буассье́ (фр. Pierre Edmond Boissier; 1810—1885) — швейцарский ботаник, путешественник и математик, ученик Декандоля-старшего.

## Биография

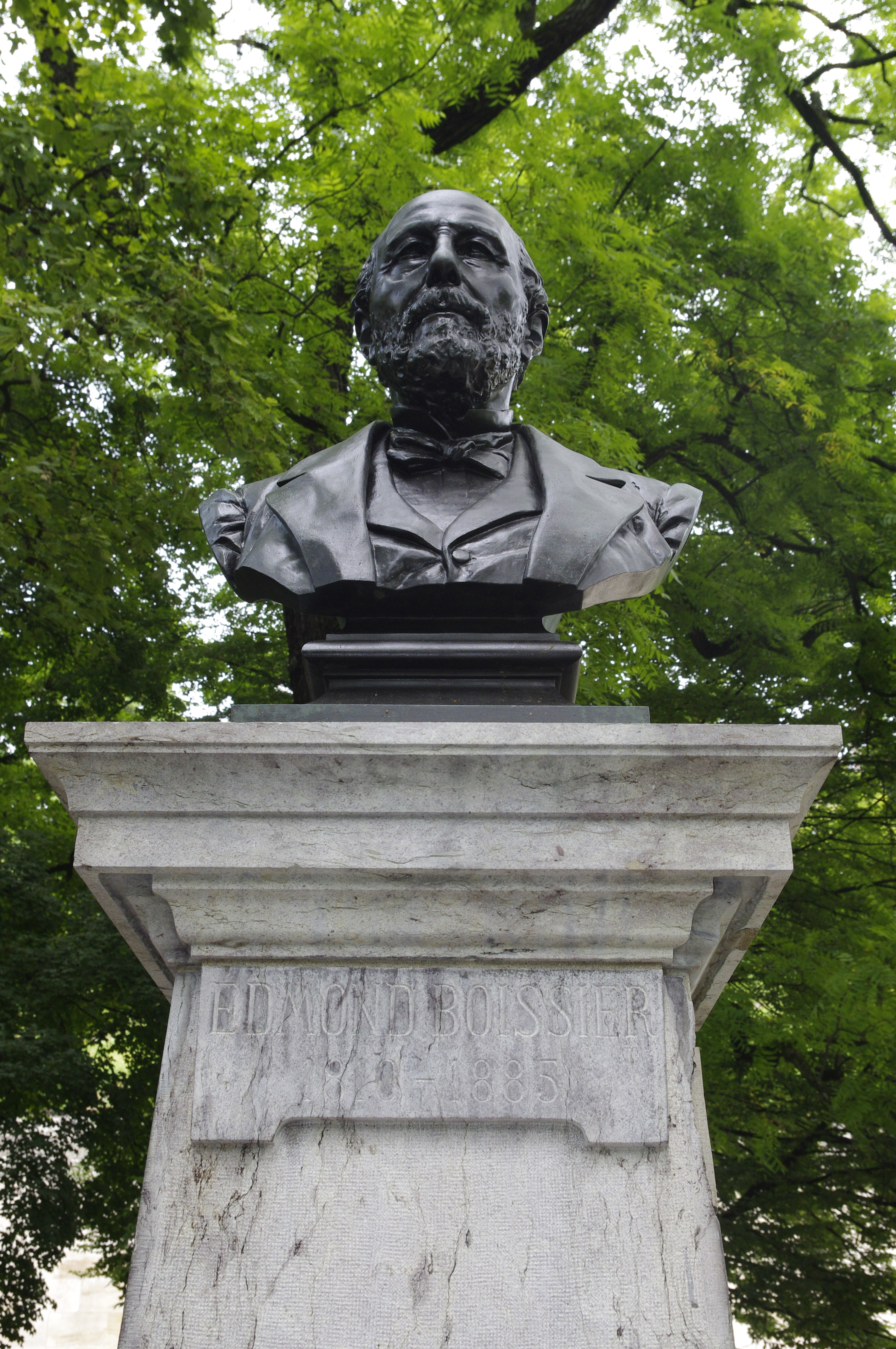
Бюст Буассье

Окончив курс наук в Женеве, он отправился в Париж, где занимался под руководством Вебба. По совету последнего Буассье занялся специальным изучением испанской флоры, в то время (1836) ещё совершенно не изученной.
Результатом первого путешествия Буассье по Испании явилась в 1838 году его первая большая работа «Elenchus plantarum novarum minusque cognitarum», в которой он описал 200 новых видов.
В 1839 году Буассье начал издавать капитальный труд «Voyage botanique dans le mide de l’Europe pendant l’année 1837», in 4°, оконченный в 1846.
В 1842 году, заинтересовавшись полученным из Афин гербарием, Буассье предпринял путешествие в Грецию, окрестности Константинополя и Малую Азию, а в 1845 и 1846 годах он посетил, вместе со своею женою, урождённой Lucile Butini (в честь которой им названы виды Celsia luciliae, Omphalodes luciliae и Chionodoxa luciliae), Египет, Аравию, Сирию и Палестину.
С 1849 года несколько раз посещал Пиренейский полуостров, бывал в Альпах, в Германии, Австрии, Англии, Норвегии, Дании, Италии, Алжире и России, а в 1866 году он путешествовал с дерптским профессором Бузе по Азиатской России и Персии.
В 1867 году вышел первый том его знаменитого сочинения «Flora Orientalis», последний, 5-й том которого был окончен в 1884 году, за год до смерти Буассье, последовавшей в 1885 году. «Flora orientalis» заключает в себе подробное описание 11 876 видов, с указанием области их распространения, с ключами для определения видов. Этот труд является необходимым пособием для всякого, занимающегося флорою Востока.
Буассье описал сам всего 3602 новых вида, а вместе с другими — ещё 2338 видов. Им установлено 103 новых рода самостоятельно и 28 в сотрудничестве с другими, дано описание всего 18 496 видов, опубликовано 347 таблиц с 378 видами.
Отдельных работ его (отчасти в сотрудничестве с другими) имеется 21.

## Научные работы
- Elenchus plantarum novarum … in itinere hispanico legit, 1838
- Diagnoses plantarum novarum hispanicum, 1842 + Georges François Reuter
- Voyage botanique dans le midi de l’Espagne…, 1839—1845
- Pugillus plantarum novarum Africae borealis Hispaniaeque australis, 1852 + Georges François Reuter
- Diagnoses plantarum orientalium novarum, 1842—1859
- Aufzählung der auf einer Reise durch Transkaukasien und Persien gesammelten Pflanzen, 1860 + Friedrich Alexander Buhse
- Icones Euphorbiarum, 1866
- Flora Orientalis, 1867—1884, т.1, т.2, т.3, т.4, т.5, sapp. 1888